# Harras El-Hedoud-stadion
Het Harras El-Hedoud-stadion is een multifunctioneel stadion in de Egyptische stad Alexandrië. Het stadion wordt vooral gebruikt voor voetbalwedstrijden, maar het kan ook gebruikt worden voor atletiekwedstrijden. De voetbalclubs Haras El Hodood en Raja Club Athletic maken van dit stadion gebruik voor hun thuiswedstrijden. In het stadion is plaats voor 22.000 toeschouwers.
In 2006 werd van dit stadion gebruikgemaakt voor voetbalwedstrijden op het Afrikaans kampioenschap voetbal dat van 20 januari tot en met 10 februari 2006 in Egypte werd gespeeld. In dit stadion vonden 5 groepswedstrijden, de kwartfinale tussen Guinee en Senegal (2–3) en de halve finale tussen Ivoorkust en Nigeria (1–0) plaats.